# Dominique Guéret
Pour les articles homonymes, voir Guéret (homonymie).
 (mars 2024).
Si vous disposez d'ouvrages ou d'articles de référence ou si vous connaissez des sites web de qualité traitant du thème abordé ici, merci de compléter l'article en donnant les références utiles à sa vérifiabilité et en les liant à la section « Notes et références ».
Dominique Guéret est un homme politique centrafricain né le 15 septembre 1930 à Alindao (Basse-Kotto) en République centrafricaine et mort le 9 septembre 2006 à Orléans.

## Biographie
Il commence la carrière d'enseignant dans l'espace de l'Afrique-Équatoriale française (AEF), exerçant successivement au Tchad et en Centrafrique qu'il regagne peu avant l'indépendance. Nommé chef de secteur à Mobaye, région de la Basse-Kotto, il part étudier à l'École normale primaire, en France, pour devenir inspecteur de l'enseignement primaire[réf. nécessaire]. Diplômé, il revient en Centrafrique et est affecté à Bambari. Le président David Dacko le nomme ministre de l'Éducation nationale, de la Jeunesse et des Sports en 1963. Le 29 septembre 1966, il se lance dans la création de l'université de Bangui.
Après le coup d'État de la Saint-Sylvestre le 31 décembre 1965 du colonel Jean-Bedel Bokassa, Dominique Guéret est reconduit à son poste par ce dernier pendant une année avant de partir précipitamment en exil pendant quatorze ans en France, étant tenu pour responsable du faible nombre de candidats au baccalauréat reçus à Bangui. Sa sœur, Véronique Oussimba, se charge de l'exfiltration de ses enfants vers leur père. Il travaille comme expert en matière d'enseignement primaire pour l'UNESCO à Madagascar où il retrouve son homologue malgache, le ministre de l'Éducation nationale et de la Jeunesse Laurent Botokeky. Il retrouve le cadre de l'enseignement au collège Saint-Exupéry de Saint-Jean-de-Braye en France. 
À la chute de l'Empire, il revient en Centrafrique en 1980 pour y reprendre sa fonction d'inspecteur de l'académie.
Il meurt en France au CHR d'Orléans le 9 septembre 2006. Il est enterré au cimetière de N'dress en République centrafricaine.